# Leo Müller
Leo Müller (Ruswil, 4 luglio 1958) è un politico, avvocato e notaio svizzero dell'Alleanza del Centro (AdC) e precedentemente del Partito Popolare Democratico (PPD).

## Biografia

### Attività politica
Laureato in ingegneria agraria e giurisprudenza, Müller ha cominciato la sua carriera politica nell'esecutivo del canton Lucerna dal 21 aprile 1999 fino al 31 dicembre 2011, anno in cui ne ricoprì anche il ruolo di presidente. Dal 1º settembre 2008 al 31 agosto 2018 fu il presidente dell'esecutivo di Ruswil. Dal 5 dicembre 2011 è stato eletto deputato al Consiglio nazionale.
All'interno del PPD, ha prima svolto il ruolo di presidente della sezione di Ruswil da novembre 1995 a febbraio 2000, e di presidente della sezione del distretto di Sursee da gennaio 2000 a gennaio 2008. Dal dicembre 2011 ha fatto parte del comitato esecutivo nazionale del PPD e da ottobre 2012 ha fatto parte del comitato esecutivo del PPD del canton Lucerna.

### Relazioni d'interesse
Müller è presidente del consiglio di amministrazione della Agrimo e della azienda di servizi di produzione suina Suisag. È anche vicepresidente del consiglio di amministrazione del zuccherificio Schweizer Zucker e membro del consiglio di amministrazione della federazione di cooperative agricole Fenaco.
Fa parte del comitato direttivo dell'Unione dei contadini della Svizzera centrale (Zentralschweizer Bauernbund), della Associazione dei contadini di Lucerna (Luzerner Bäuerinnen- und Bauernverband) e dell'Agenzia solare svizzera. È inoltre membro del comitato consultivo della Fondazione svizzera per paraplegici e del Gruppo di riflessione di Groupe Mutuel, e del consiglio di sorveglianza dell'Associazione svizzera di categoria.

### Vita privata
Müller è coniugato e ha tre figli. Nell'esercito ha raggiunto il grado di maggiore.